# Kacákova Lhota
Kacákova Lhota település Csehországban, a Jičíni járásban. Kacákova Lhota Lužany, Kovač, Tuř, Úlibice és Jičín településekkel határos. Lakosainak száma 178 fő (2024. január 1.).

## Népesség
A település lakosságának változását az alábbi diagram mutatja:
| Lakosok száma | 429  | 427  | 334  | 240  | 168  | 149  | 164  | 160  | 165  | 178  |
|               | 1869 | 1890 | 1921 | 1950 | 1980 | 2001 | 2017 | 2019 | 2022 | 2024 |